# ابن الدهان الموصلي
مهذب الدين أبو الفرج عبد الله بن أسعد بن علي بن عيسى بن علي الموصلي الحمصي الشافعي (521 هـ/1127 م - شعبان 581 هـ/سبتمبر 1185 م) هو كاتب وشاعر ونحوي وفقيه من الموصل عاش في القرن السادس الهجري.

## سيرته
ولِدَ عبد الله بن أسعد بن علي على الأرجح في مدينة الموصل في سنة 521 هـ. لا يُعرَف الكثير عن تفاصيل حياته، والمعروف أنَّه غادر إلى مصر، والتقى هناك بطلائع بن رزيك. ثُمَّ خرج من مصر واستقرَّ في حمص حتى وفاته، وعمل فيها مُدرِّساً لعلوم الدين واللغة العربية، وتعرَّف فيها على ابن أبي عصرون. وكان ابن الدهان يخرج في صحبة ابن أبي عصرون إلى دمشق، وفي دمشق التقى بابن عساكر وحضر دروسه وأخذ منه «صحيح مسلم» و«الوسيط في التفسير» للواحدي، وسمع ابن عساكر بعضاً من شعره. وفي دمشق أيضًا التقى بالحافظ الذهبي وحضر دروسه. كان ابن الدهان فقيهاً على المذهب الشافعي، وشاعراً نُسِبَ إليه ديوان شعر صغير. تُوفِّي ابن الدهان الموصلي في شهر شعبان من سنة 581 هـ في حمص.

## مؤلفاته
تُنسَب إليه المؤلفات التالية:
- ديوان شعر صغير.
- «شرح الدروس» (مخطوط).